# Can Pla (Montcada i Reixac)
Can Pla és una obra de Montcada i Reixac (Vallès Occidental) inclosa a l'Inventari del Patrimoni Arquitectònic de Catalunya.

## Descripció
Casa de planta rectangular amb teulada a dues vessants de teules àrabs. Al costat esquerre presenta un cos més baix amb teulada d'una sola vessant i a l'altura del primer pis s'obre una galeria porticada de finestres rectangulars amb tancament superior d'arc rodó de mig punt. Al mur lateral les obertures són sis, una a la façana principal i una altra a la posterior.
La casa consta de planta baixa i dos pisos. A partir d'una disposició més o menys simètrica, malgrat les diferents remodelacions i renovacions sofertes, ha conservat la imatge primigènia. A la planta baixa la porta d'entrada és de forma rectangular, d'arc rebaixat, emmarcada i protegida per un pòrtic amb teulada d'una sola vessant en sortida en voladís i amb treballs de gelosia de fusta a les obertures que conformen el porxo rectangular. Els murs es troben arrebossats i pintats simulant retlleus en la seva major part. Les finestres són de diferents mides al primer pis i, les tres del segon pis o golfes, la del centre és més alta que les del costat.

## Història
Casa documentada l'any 1553, tot i que la primera referencia escrita es del 1519. Abans es deia Mas Carrera, la familia Pla la conserva fins al 23 de setembre de 1683 en què es ven en encant públic a Joan Muns, seller de Barcelona. L'any 1603 fou batejat Pere Pla. El 25 d'octubre de 1665, l'Hospital de la Santa Creu lliurà una credencial de baciner per al dit Hospital. La casa de Can Pla, l'any 1702, és propietat de Ramon Muns i Serinya, amomenat el "Cançoner de Vilatort".
La masia original fou cremada pels francesos el 1808 i refeta una part el 1812, s'acaba el 1867, de la original resten encara els murs que actualment formen la cort de darrere.